# شهریارنشین آلبانی
شهریارنشین آلبانی (آلبانیایی: Principata e Shqipërisë یا Shteti Shqiptar) یک حکومت پادشاهی کوتاه‌مدت بود که با معاهده لندن (۱۹۱۳) (که به جنگ اول بالکان پایان داد) تأسیس شد و تا زمان حمله به آلبانی در جریان جنگ جهانی اول و اختلافات بر سر استقلال این کشور در کنفرانس صلح پاریس (۱۹۱۹) تا ۱۹۲۵ ادامه یافت. تنها فرمانروای این حکومت ویلیام، شهریار آلبانی بود. با اعلام تشکیل جمهوری آلبانی این حکومت منحل شد.

## تاریخ
آلبانی از حدود سال ۱۴۷۸ تحت سلطه عثمانی بود. قدرت‌های بزرگ استقلال آلبانی را در معاهده لندن در ماه مه ۱۹۱۳ به رسمیت شناختند و شاهزاده در ۲۱ فوریه ۱۹۱۴ تأسیس شد. قدرت‌های بزرگ شاهزاده ویلیام را که برادرزاده ملکه بود انتخاب کردند. الیزابت رومانیایی، برای تبدیل شدن به حاکمیت آلبانی تازه استقلال یافته. در ۲۱ فوریه ۱۹۱۴ یک پیشنهاد رسمی توسط ۱۸ نماینده آلبانیایی به نمایندگی از ۱۸ ناحیه آلبانی ارائه شد، پیشنهادی که او پذیرفت. ویلیام در خارج از آلبانی به عنوان شاهزاده نامیده می‌شد، اما در آلبانی از او به عنوان پادشاه یاد می‌شد تا از پادشاه مونته‌نگرو پست‌تر به نظر نرسد. اولین دولت تحت حاکمیت خاندان وید نوعی «شورای خصوصی شاهزادگان» بود به دلیل اعضای آن که نمایندگان اشراف آلبانیایی بودند: شاهزاده تورهان پاشا پرمتی (فرماندار سابق کرت و سفیر امپراتوری عثمانی در سنت پترزبورگ)، عزیز پاشا وریونی، شاهزاده بیب دودا پاشا جومارکاج-میردیتا، شاهزاده آساد پاشا توپتانی، شاهزاده جورج آدامیدی بی فراشری، میهال تورتولی بی کوریتزا و دیگران.
شاهزاده ویلیام در ۷ مارس ۱۹۱۴ به همراه خانواده سلطنتی در پایتخت موقت خود در دراج وارد آلبانی شد. قرار بود امنیت آلبانی توسط یک ژاندارمری بین‌المللی به فرماندهی افسران هلندی تأمین شود. ویلیام در ۳ سپتامبر ۱۹۱۴ آلبانی را به دنبال شورش دهقانان به ابتکار آساد پاشا و بعداً به رهبری هاجی قامیلی، فرمانده نظامی «دولت اسلامی آلبانی مرکزی» به مرکزیت تیرانا ترک کرد. ویلیام هرگز از ادعای خود برای تاج و تخت چشم پوشی نکرد.

### جنگ جهانی اول
جنگ جهانی اول تمام فعالیت‌های دولت در آلبانی را قطع کرد و این کشور به تعدادی از دولت‌های منطقه ای تقسیم شد. هرج و مرج سیاسی آلبانی را پس از شروع جنگ جهانی اول فرا گرفت. شاهزاده ویلیام که توسط شورشیان در دراج محاصره شده بود، در سپتامبر ۱۹۱۴، تنها شش ماه پس از ورود، کشور را ترک کرد و متعاقباً به ارتش آلمان پیوست و در جبهه شرقی خدمت کرد. مردم آلبانی پس از خروج شاهزاده بر اساس خطوط مذهبی و قبیله ای از هم جدا شدند. مسلمانان خواستار یک شاهزاده مسلمان بودند و به امپراتوری عثمانی به عنوان حافظ امتیازاتی که از آن برخوردار بودند نگاه می‌کردند، از این رو بسیاری از بیگ‌ها و رؤسای قبایل هیچ مقام برتر را به رسمیت نمی‌شناختند. در اواخر اکتبر ۱۹۱۴، نیروهای یونانی در پروتکل جمهوری خودمختار اپیروس شمالی به رسمیت شناخته شده کورفو وارد آلبانی شدند. ایتالیا ولوره را اشغال کرد و صربستان و مونته‌نگرو بخش‌هایی از شمال آلبانی را اشغال کردند تا اینکه حمله نیروهای مرکزی ارتش صرب را پراکنده کرد که توسط فرانسوی‌ها به سالونیک تخلیه شد. سپس نیروهای اتریش-مجارستان و بلغارستان حدود دو سوم کشور را اشغال کردند.
بر اساس معاهده محرمانه لندن که در آوریل ۱۹۱۵ امضا شد، قدرت‌های سه‌گانه آنتانت به ایتالیا قول دادند که در ازای ورود به جنگ علیه اتریش-مجارستان، شهر ولوره و سرزمین‌های مجاور و تحت الحمایه ای بر آلبانی را بدست خواهد آورد. به صربستان و مونته‌نگرو وعده داده شده بود که بخش اعظم شمال آلبانی و یونان بخش اعظم نیمه جنوبی کشور را دریافت کنند. این معاهده قرار بود یک دولت کوچک آلبانیایی را ترک کند که توسط ایتالیا در روابطش با دیگر قدرت‌های بزرگ نمایندگی می‌شد، بنابراین هیچ سیاست خارجی نداشت. در سپتامبر ۱۹۱۸، نیروهای آنتانت خطوط نیروهای مرکزی در شمال سالونیک را شکستند و ظرف چند روز نیروهای اتریش-مجارستان شروع به عقب‌نشینی از آلبانی کردند. هنگامی که جنگ در ۱۱ نوامبر ۱۹۱۸ به پایان رسید، ارتش ایتالیا بیشتر آلبانی را اشغال کرده بود، صربستان بیشتر کوه‌های شمالی کشور را در اختیار داشت، یونان تکه ای از زمین را در مرزهای آلبانی در سال ۱۹۱۳ اشغال کرد. و نیروهای فرانسوی کورچه و شودر و همچنین سایر مناطق با جمعیت آلبانیایی قابل توجهی مانند کوزوو را اشغال کردند و بخشی از صربستان باقی ماندند.

### شکل‌گیری مجدد
سردرگمی سیاسی آلبانی در پی جنگ جهانی اول ادامه یافت. این کشور فاقد یک دولت واحد به رسمیت شناخته شده بود و آلبانیایی‌ها با توجیهی می‌ترسیدند که ایتالیا، یوگسلاوی و یونان در خاموش کردن استقلال آلبانی و تجزیه کشور موفق شوند. نیروهای ایتالیایی فعالیت سیاسی آلبانیایی را در مناطقی که اشغال کرده بودند کنترل می‌کردند. صرب‌ها که عمدتاً سیاست خارجی یوگسلاوی را دیکته می‌کردند، برای تصرف شمال آلبانی تلاش کردند و یونانی‌ها به دنبال کنترل جنوب آلبانی بودند.
هیئتی که توسط مجلس ملی آلبانی پس از جنگ فرستاده شد و در دسامبر ۱۹۱۸ در دراج تشکیل شد، از منافع آلبانی در کنفرانس صلح پاریس دفاع کرد، اما کنفرانس نمایندگی رسمی آلبانی را رد کرد. مجلس ملی که مشتاق حفظ آلبانی بود، ابراز تمایل کرد که حمایت ایتالیایی و حتی یک شاهزاده ایتالیایی را به عنوان حاکم بپذیرد، تا زمانی که به این معنی باشد که آلبانی قلمرو خود را از دست ندهد. نیروهای صرب اقداماتی را در مناطق مرزی پرجمعیت آلبانیایی انجام دادند، در حالی که چریک‌های آلبانیایی در صربستان و مونته‌نگرو فعالیت داشتند.
در ژانویه ۱۹۲۰، در کنفرانس صلح پاریس، مذاکره کنندگان از فرانسه، بریتانیا و یونان توافق کردند که آلبانی را بین یوگسلاوی، ایتالیا و یونان به عنوان یک مصلحت دیپلماتیک با هدف یافتن راه حل سازش برای درگیری ارضی بین ایتالیا و یوگسلاوی تقسیم کنند. این معامله پشت سر آلبانیایی‌ها و در غیاب مذاکره کننده ایالات متحده انجام شد.
اعضای دومین مجمع ملی آلبانیایی که در لوشنج در ژانویه ۱۹۲۰ برگزار شد، طرح تقسیم را رد کردند و هشدار دادند که آلبانیایی‌ها برای دفاع از استقلال و تمامیت ارضی کشورشان سلاح به دست خواهند گرفت. مجلس شورای ملی لوشنج یک نایب السلطنه چهار نفره را برای اداره کشور تعیین کرد. یک پارلمان دو مجلسی نیز ایجاد شد که در آن یک اتاق پایین منتخب، اتاق نمایندگان (با یک نماینده برای هر ۱۲۰۰۰ نفر در آلبانی و یک نماینده برای جامعه آلبانیایی در ایالات متحده)، اعضای رده‌های خود را به یک مجلس عالی منصوب کرد. در فوریه ۱۹۲۰، دولت به تیرانا نقل مکان کرد که پایتخت آلبانی شد.
یک ماه بعد، در مارس ۱۹۲۰، رئیس‌جمهور ایالات متحده وودرو ویلسون برای جلوگیری از توافق پاریس مداخله کرد. ایالات متحده با به رسمیت شناختن نماینده رسمی آلبانی در واشینگتن بر حمایت خود از استقلال آلبانی تأکید کرد و در ۱۷ دسامبر ۱۹۲۰، جامعه ملل با پذیرفتن آن به عنوان عضوی کامل، حاکمیت آلبانی را به رسمیت شناخت. مرزهای این کشور اما ناآرام ماند.
دولت جدید آلبانی برای پایان دادن به اشغال این کشور توسط ایتالیا و دهقانان تشویق به آزار و اذیت نیروهای ایتالیایی بود. در سپتامبر ۱۹۲۰، پس از نبرد ولوره، که در آن ولوره تحت اشغال ایتالیا توسط نیروهای آلبانی محاصره شد، رم از ادعای خود در مورد آلبانی بر اساس پیمان لندن صرف نظر کرد و نیروهای خود را از تمام آلبانی به جز جزیره سازان در دهانه خلیج ولوره خارج کرد.